# Siostry Mirabal
Siostry Mirabal, czyli Patria Mercedes Mirabal (ur. 27 lutego 1924, zm. 25 listopada 1960), Minerva Argentina Mirabal (ur. 12 marca 1926, zm. 25 listopada 1960) oraz Antonia Maria Teresa Mirabal (ur. 15 października 1936, zm. 25 listopada 1960) – trzy siostry, mieszkanki Dominikany, które były aktywistkami opozycji za czasów dyktatury Rafaela Leonidasa Trujillo. Czwarta z sióstr, Bélgica Adela „Dedé” Mirabal-Reyes, nie brała aktywnego udziału w opozycyjnej działalności.
Siostry Mirabal pochodziły z dobrze sytuowanej i wykształconej rodziny. Wszystkie wyszły za mąż. Po dojściu do władzy Trujillo ich rodzina straciła cały majątek. Siostry doszły do wniosku, że rządy Trujillo doprowadzą ich kraj do kryzysu gospodarczego, dlatego stanęły na czele opozycji wobec reżimu. Wewnątrz tej grupy znane były jako Las Mariposas, czyli Motyle.
Siostry wielokrotnie trafiały do więzienia, były poddawane torturom. Mimo to nadal podejmowały walkę z dyktaturą Trujillo. Ten zaś postanowił pozbyć się ostatecznie niewygodnych działaczek. 25 listopada 1960 nakazał zatrzymanie sióstr po odwiedzinach u przetrzymywanych w więzieniu mężów. Kobiety były nieuzbrojone. Zaprowadzono je na pole trzciny cukrowej, gdzie zostały pobite na śmierć.
Trujillo wydawało się, że pozbycie się sióstr rozwiąże problem. Tymczasem ich zamordowanie wywołało wściekłość mieszkańców Dominikany. Opinia publiczna stała się bardziej świadoma działań opozycji. Gniew Dominikańczyków obrócił się przeciwko dyktatorowi, który został zamordowany w zamachu sześć miesięcy później.
Siostry Mirabal zostały pochowane w Aguas Buenas na sąsiedniej wyspie Portoryko.
17 grudnia 1999 Organizacja Narodów Zjednoczonych uznała rocznicę śmierci sióstr Mirabal za międzynarodowy dzień walki z przemocą wobec kobiet.
W 1995 ukazała się książka amerykańskiej pisarki pochodzenia dominikańskiego Julii Alvarez pod tytułem In the Time of the Butterflies, który opisuje historię ich życia. W 2001 na podstawie powieść powstał film (Czas motyli); jedną z sióstr zagrała Salma Hayek.